# Galena (Indiana)
Galena és una concentració de població designada pel cens dels Estats Units a l'estat d'Indiana. Segons el cens del 2000 tenia 1.831 habitants.

## Demografia
Segons el cens del 2000, Galena tenia 1.831 habitants, 622 habitatges, i 539 famílies. La densitat de població era de 266,8 habitants/km².
Dels 622 habitatges en un 48,2% hi vivien nens de menys de 18 anys, en un 74,3% hi vivien parelles casades, en un 10% dones solteres, i en un 13,3% no eren unitats familiars. En el 10,9% dels habitatges hi vivien persones soles el 2,6% de les quals corresponia a persones de 65 anys o més que vivien soles. El nombre mitjà de persones vivint en cada habitatge era de 2,94 i el nombre mitjà de persones que vivien en cada família era de 3,19.
Per edats la població es repartia de la següent manera: un 31,7% tenia menys de 18 anys, un 6,1% entre 18 i 24, un 34,7% entre 25 i 44, un 21,5% de 45 a 60 i un 6% 65 anys o més.
L'edat mediana era de 34 anys. Per cada 100 dones de 18 o més anys hi havia 92,2 homes.
La renda mediana per habitatge era de 60.313 $ i la renda mediana per família de 67.569 $. Els homes tenien una renda mediana de 47.455 $ mentre que les dones 31.193 $. La renda per capita de la població era de 23.824 $. Entorn del 3,3% de les famílies i el 2,9% de la població estaven per davall del llindar de pobresa.

## Poblacions més properes
El següent diagrama mostra les poblacions més properes.